# Speocera caeca
Speocera caeca är en spindelart som beskrevs av Christa L. Deeleman-Reinhold 1995. Speocera caeca ingår i släktet Speocera och familjen Ochyroceratidae.
Artens utbredningsområde är Sulawesi. Inga underarter finns listade i Catalogue of Life.